# ودن رباع (العدين)

تعديل مصدري - تعديل

ودن رباع محلة تابعة لقرية النجيد، التابعة لعزلة قداس بمديرية العدين إحدى مديريات محافظة إب في الجمهورية اليمنية.، بلغ تعداد سكانها 47 حسب تعداد اليمن لعام 2004.